# Føvling (Vejen Kommune)
 For alternative betydninger, se Føvling. (Se også artikler, som begynder med Føvling)
Føvling er en lille landsby i Sydjylland med 206 indbyggere i byområdet (2022) i Føvling Sogn, 4 km nord for Kongeåen. Landsbyen ligger i Vejen Kommune og tilhører Region Syddanmark.
I den lille landsby er Føvling Kirke centrum for sognet. Kirken er en romansk bygning opført i slutningen af 1100-tallet. Der er anvendt tufsten omkring kirkens apsis samt døre og vinduer.
I Føvling fandt man desuden Jydsk Vindueskompagni, der var en vinduesfabrik med produktion af vinduer, døre, trapper og garageporte. Den var indtil 2013 landsbyens største virksomhed og arbejdsplads. De tidligere produktionsfaciliteter på 32.000 kvm er i slutningen af 2014 blevet solgt til Davidsen Tømmerhandel A/S, som har etableret et centrallager i byen. Denne fungerer pr. 26. december 2014 som arbejdsplads for 15 mand.
Fra Føvling er der 5 km til Holsted, 8 km til Brørup, godt 34 til Esbjerg og godt 37 til Kolding.

## Befolkning
| 2008 | 2009 | 2010 | 2011 | 2012 |
| ---- | ---- | ---- | ---- | ---- |
| 201  | 202  | 205  | 201  | 202  |